# Neoepitriptus ninae
Neoepitriptus ninae là một loài ruồi trong họ Asilidae. Neoepitriptus ninae được Lehr miêu tả năm 1992. Loài này phân bố ở vùng Cổ Bắc giới.